# Curtiss SBC
Die Curtiss SBC Helldiver war ein zweisitziges trägergestütztes Kampfflugzeug der Marinestreitkräfte der Vereinigten Staaten, das als Sturzkampfflugzeug und Aufklärungsflugzeug eingesetzt wurde. Sie war das letzte Kampfflugzeugmuster in Doppeldeckerbauweise, das von den amerikanischen Streitkräften in Dienst gestellt wurde.
Kurz vor dem Zweiten Weltkrieg in die Einsatzverbände gekommen, war die Maschine zu Beginn des Krieges jedoch bereits völlig veraltet und wurde nur fernab jeglicher Kampfhandlungen mit Streitkräften der Achsenmächte geflogen.

## Entwurf
Die SBC war ein zweisitziges Ganzmetallflugzeug, das für einen Einsatz als „Scout Bomber“ (eine Doppelrolle zur See in der Aufklärung und dem Bombenangriff) vorgesehen war. Die Tragflächen wiesen senkrechte Verstrebungen auf. Die beiden Besatzungsmitglieder, Pilot und Funker / Bordschütze, waren in einem Tandemcockpit unter einer Schiebehaube untergebracht, mit einer herunterklappbaren Abdeckung, um dem Schützen den Einsatz des Maschinengewehrs zu ermöglichen. Die Flügel, Seiten- und Höhenruder und die Klappen waren mit Stoff bespannt. Das Spornradfahrwerk war einziehbar konstruiert, die Haupträder wurden in Radvertiefungen an der Seite des Rumpfes, das Heckrad direkt in den Rumpf eingezogen.

## Entwicklung
Anfang der 1930er Jahre gab es bei den für Flugzeugentwicklung verantwortlichen Stellen der United States Navy, namentlich dem Bureau of Aeronautics (BuAer), Kontroversen über die zukünftigen Entwicklungsrichtungen im Hinblick auf zweisitzige Kampfflugzeuge, Eindecker und Einziehfahrwerke. 1931 gab die Navy die Spezifikation Nr. 113 heraus, die die Anforderungen an ein Hochleistungsflugzeug mit festem Fahrwerk, das von einem Sternmotor des Typs Wright R-1510 oder einem Pratt & Whitney R-1535 angetrieben werden sollte, beschrieb. Sieben Unternehmen reichten Entwürfe ein. Douglas Aircraft mit dem Entwurf XFD-1 und Chance Vought mit der XF3U-1 erhielten Verträge zum Bau jeweils eines Prototyps. Bei beiden Maschinen handelte es sich um zweisitzige Doppeldecker. Die Navy fragte dann bei Curtiss um einen Entwurf und Prototyp eines zweisitzigen, technisch höher entwickelten Eindeckers an.
Am 30. Juni 1932 unterzeichnete das BuAer einen Vertrag mit Curtiss zum Entwurf eines zweisitzigen Hochdeckers mit einem Einziehfahrwerk, der von einem 625 PS starken Wright R-1510-92, ein vierzehnzylindriger, zweireihiger, luftgekühlter Sternmotor, der auf ein Zweiblattpropeller wirkt, angetrieben werden sollte. Die Entwurfsbezeichnung lautete XF12C-1.

### XF12C-1 (Curtiss Model 73)

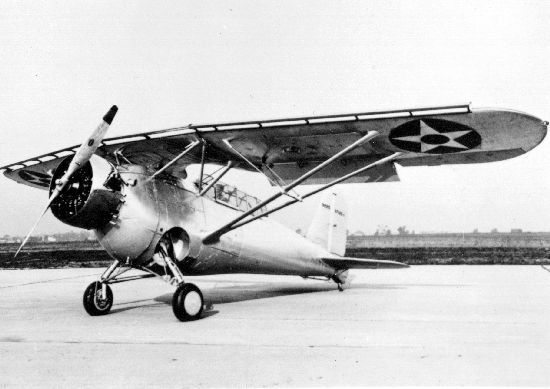
Die XF12C-1

Der ursprünglich eingebaute Motor Wright R-1510-92 erwies sich als für das Flugzeug ungeeignet, sodass die Motorisierung zunächst auf den stärkeren Verwandten Wright R-1670 mit 775 PS umgeplant wurde, der sich in der Folge aber auch als ungenügend herausstellte. Beide Motoren waren Prototypen, die nicht in die Serienfertigung übernommen wurden. Die Hochdeckertragflächen der Maschine, für den Trägereinsatz vorgesehen, hatten einen für die Navy neuartigen Mechanismus zum Einfalten nach hinten, so dass Hangar-Stauraum besser ausgenutzt werden konnte. Für Trägerlandungen gab es einen festen Fanghaken.
XS4C-1 (Curtiss Model 73)
Nach Versuchen wurde die XF12C-1 nicht als Kampfflugzeug angenommen, sondern stattdessen am 7. Dezember 1933 als Aufklärer XS4C-1 umgezeichnet. Es wurde ein 700 PS starker Wright R-1820-80-Motor, ein einreihiger, neunzylindriger, ebenfalls luftgekühlter Sternmotor, eingebaut, welcher einen Zweiblattpropeller antrieb. Diese Flugzeug-Motor-Kombination wurde dann erstmals im Juli 1933 geflogen. In der Aufklärungsrolle sollte dennoch eine 500-Pfund-Bombe eingesetzt werden können, wofür noch benötigte Ausrüstung zu entwickeln war.
XSBC-1 (Curtiss Model 73)
Im Januar 1934 wurde die Bezeichnung „Scout Bomber“ (SB) eingeführt und die Maschine als XSBC-1 bezeichnet. In der Folge wurden Flugtests, insbesondere von Sturzkampfangriffen, vorgenommen. Am 14. Juni 1934 stürzte der Prototyp bei einem Test ab. Als Ursache wurde ein Strukturversagen der Tragfläche angenommen. Am Absturzort in Lancaster, New York wurde die Maschine zerstört.

### XSBC-2 (Curtiss Model 77)
Nach dem Unfall schlug Curtiss-Wright der Navy den Bau eines Ersatzflugzeugs vor, das ein Ganzmetall-Doppeldecker mit stoffbespannten Steuerflächen werden sollte. Es waren keine Klappflügel vorgesehen. Auftriebshilfen waren an beiden Vorflügeln und über die komplette Länge des unteren Flügels vorgesehen. Als Antrieb wirkte ein zweireihiger 700 PS-Sternmotor Wright XR-1510-12 mit vierzehn luftgekühlten Zylindern, der die Leistung an einen dreiblättrigen Verstellpropeller von Curtiss Electric abgab. Weiterhin war die Maschine mit einem vergrößerten Cockpitdach, ebenfalls vergrößertem Seitenruder und -flossen und einem einziehbaren Fanghaken ausgerüstet. Die XSBC-2 wurde wettbewerbsmäßig mit den Entwürfen XB2G-1 der Great Lakes Aircraft Company und der XSBF-1 aus dem Haus der Grumman Aircraft Engineering Corporation im Vergleich geflogen. Die XSBC-2 gewann, sodass ein Vertrag zum Bau dieser Maschine im April 1935 unterschrieben wurde; der Erstflug fand am 9. Dezember desselben Jahres statt.
XSBC-3 (Curtiss Model 77)
Eine weitere Entwicklungsstufe war das Modell XSBC-3. Nachdem sich der in der XSBC-2 eingebaute Wright XR-1510-12 als unzuverlässig herausgestellt hatte, wurde die Motorisierung im März 1936 auf einen 700 PS starken Motor des Typs Pratt & Whitney R-1535-82 geändert (ebenfalls ein Sternmotor mit 14 luftgekühlten Zylindern in zwei Reihen), was die Neubezeichnung begründete. Die Navy bestellte diese Ausführung als Serienversion.

### SBC-3 (Curtiss Model 77A)

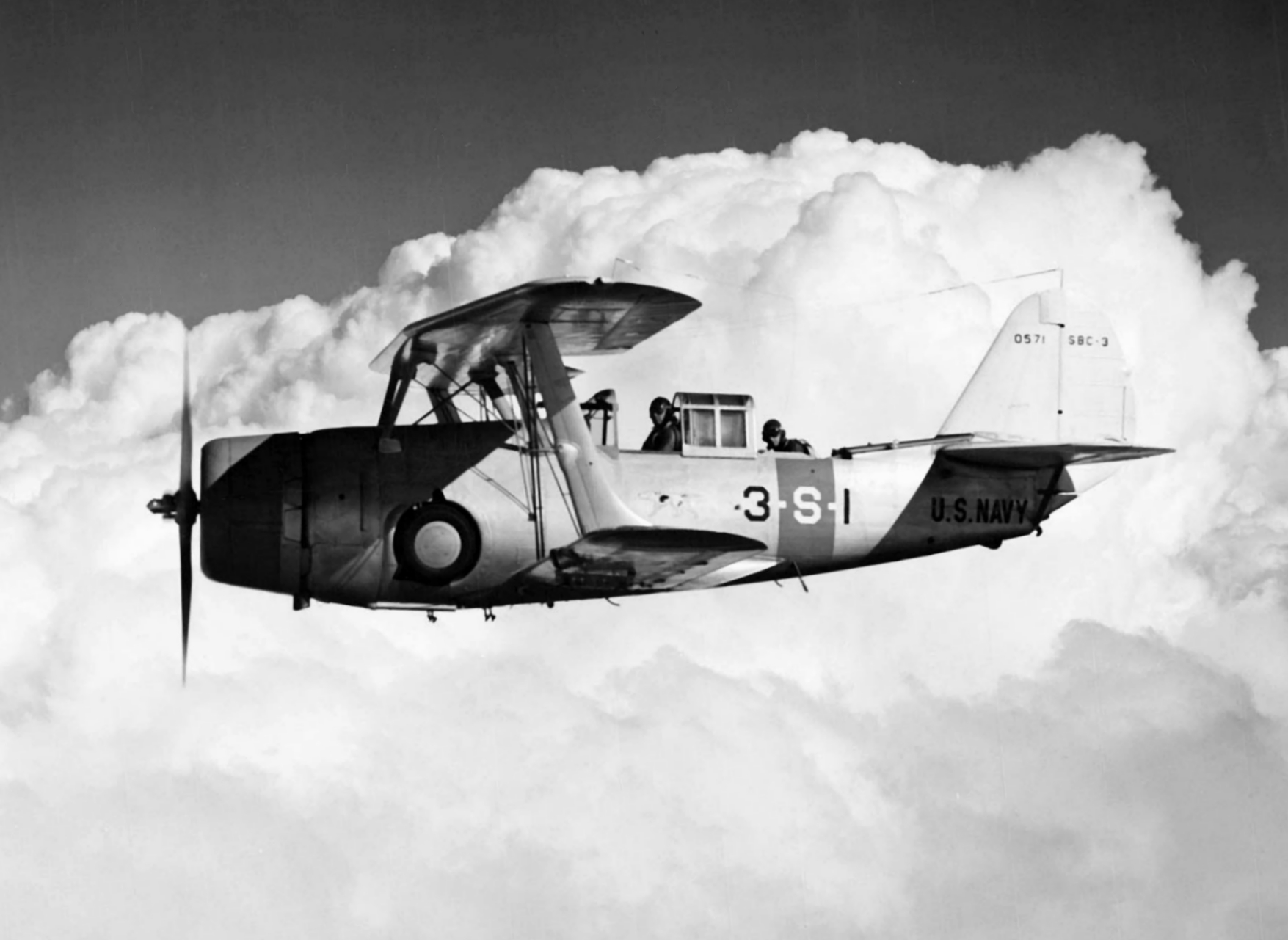
Eine dem kommandierenden Offizier der Staffel VS-3 auf der Saratoga zugewiesene SBC-3, circa 1939.

Einen wichtigen Unterschied zwischen dem Prototyp XSBC-3 und dem Serienentwurf machte abermals das Triebwerk. Im August 1936 bestellte die Navy 83 Flugzeuge, deren Auslieferung am 17. Juli 1937 begann. Diese Maschinen wurden von einem 825 PS starken Pratt & Whitney R-1535-94 hinter einem Dreiblattpropeller angetrieben. Die Bewaffnung bestand aus zwei Maschinengewehren des Kalibers 0.30 Zoll (7,62 mm); eins davon fest im rechten Seitenrumpf vor dem Piloten eingebaut, das andere in einer dreh- und schwenkbaren Lafette im hinteren Cockpit. Ein Bombenschloss für eine 500-Pfund-Bombe oder einen 45 Gallonen fassenden Abwurftank befand sich in der Rumpfmittellinie.

### XSBC-4 (Curtiss Model 77B)
Die 76ste SBC-3 wurde mit einem 950 PS starken Wright R-1820-22, ein luftgekühlter Sternmotor mit neun Zylindern in einer Reihe, remotorisiert und als XSBC-4 bezeichnet. Die Bewaffnung wurde mit dem Ersatz des Rumpfmaschinengewehrs durch eine halbzöllige Waffe verstärkt. Der stärkere Motor erlaubte zusätzlich das Mitführen einer 1000-Pfund-Bombe am Bombenschloss. Eine weitere Maschine wurde ebenfalls derart umgebaut und für Testzwecke verwendet.
SBC-4 (Curtiss Model 77B)
Ein Liefervertrag für die ersten 58 von insgesamt 124 Flugzeuge des Standards der XSBC-4 wurde am 5. Januar 1938 unterzeichnet; die Navy erhielt daraus die ersten SBC-4-Flugzeuge zwischen März und April 1939.

## Einsatz

### U.S. Navy
Am 17. Juli 1937 wurden der Scouting Squadron Five (VS-2) die ersten SBC-3 zugewiesen, mit Indienststellung der Yorktown kam die Staffel am 10. Dezember 1937 auf diesen Träger. Bis zum Ersatz mit Douglas SBD-3 Dauntless-Maschinen 1940 verblieb die VS-5 mit ihren Helldivern auf der Yorktown.
Ab Juni 1938 waren drei der fünf Aufklärungsstaffeln an Bord von Trägern mit SBC-3-Maschinen ausgerüstet, die beiden anderen flogen die Vought SBU-1. Die folgenden drei Schiffe trugen die Curtiss-Flugzeuge:
- Enterprise: die Fighting Squadron Six (VF-6) besaß eine SBC-3 und die VS-6 zwanzig Helldiver.
- Saratoga: die Bombing Squadron Three (VB-3) besaß eine SBC-3, VF-3 ebenfalls eine SBC-3 und die VS-3 flog 21 Helldiver.
- Yorktown: VS-5 flog mit zehn SBC-3.[9]

Nach der Einführung der SBC-4 erhielt die VS-2 an Bord der Lexington diese Maschine als Ersatz für die zuvor genutzten Vought SBU-1. Die Lexington war der einzige Träger, der die SBC-4 einsetzte, bis zum Ersatz durch Douglas SBD-2 and -3 Dauntless im Jahr 1941.
Bedingt durch die Erweiterung des Flugtrainingprogramms wurde der Großteil der SBC-4-Flugzeuge (und andere Schulmaschinen) den Naval Reserve Air Bases (NRABs) zugewiesen, um den Trainingsstand der Reservisten der Reserve-Aufklärungsstaffeln der Navy und der Marines zu erhalten. Zum Juni 1940 besaßen 11 NRABs SBC-4-Maschinen, deren Zahl sich wie folgt aufschlüsselte:
- NRAB Anacostia, District of Columbia: 3 SBC-4, den Staffeln VS-6R und VMS-3R zugewiesen;
- NRAB Boston, Massachusetts: 3 SBC-4, den Staffeln VS-1R, VS-2R und VMS-1R zugewiesen;
- NRAB Detroit, Michigan: 3 SBC-4, den Staffeln VS-8R und VMS-5R zugewiesen;
- NRAB Glenview, Illinois: .4 SBC-4, der Staffel VS-9R zugewiesen;
- NRAB Kansas City, Kansas: 4 SBC-4, den Staffeln VS-12R und VMS-10R zugewiesen;
- NRAB Long Beach, California: 4 SBC-4, den Staffeln VS-13R, VS-14R und VMS-7R zugewiesen;
- NRAB Minneapolis, Minnesota: 3 SBC-4, den Staffeln VS-10R und VMS-6R zugewiesen;
- NRAB New York, New York: 4 SBC-4, den Staffeln VS-3R, VS-4R und VMS-2R zugewiesen;
- NRAB Oakland, California: 4 SBC-4, den Staffeln VS-15R und VMS-8R zugewiesen;
- NRAB Seattle, Washington: 4 SBC-4, den Staffeln VS-16R und VMS-9R zugewiesen;
- NRAB St. Louis, Missouri: 3 SBC-4, der Staffel VS-11R zugewiesen.[10]

Mit dem Lauf der Zeit erwarb die Navy neuere, modernere Flugzeuge, sodass die SBC-3 durch die Douglas SBD Dauntless ersetzt werden konnte. Ab dem 7. Dezember 1941 hatten die US. Navy und das Marine Corps 69 SBC-3 und 118 SBC-4 im Bestand ihrer Naval Air Stations, NRABs und der Naval Aircraft Factory (NAF) in Philadelphia, Pennsylvania. Die größte Zahl fand sich an der NAS Miami (Florida), wo sie für das Fortgeschrittenen- und das Sturzkampftraining benutzt wurden.
Im Dezember 1941 fanden sich SBC-Maschinen auf folgenden Stützpunkten:
- NAF, Philadelphia, Pennsylvania: 1 XSBC-1 und 1 SBC-3;
- NAS Corpus Christi, Texas: 34 SBC-4;
- NAS Miami, Florida: 55 SBC-3;
- NAS Norfolk, Virginia: 4 SBC-3 und 10 SBC-4;
- NAS San Diego, California: 9 SBC-3 und 11 SBC-4;
- Naval Mission, Lima, Peru: 1 SBC-4;
- USS Hornet (CV-8) –
  - Bombing Squadron Eight (VB-8): 19 SBC-4;
  - Scouting Squadron Eight (VS-8): 20 SBC-4.[11]

Die Hornet befand sich am 7. Dezember auf Testfahrten im Atlantik, so dass die beiden Staffeln ihre SBC-4-Maschinen bis zur Verlegung des Trägers nach Kalifornien im März 1942 behielten. zu diesem Zeitpunkt hatten die Staffeln auf SBD-3 Dauntless umgestellt, der Träger war das letzte Schiff, das die SBC seegestützt einsetzte.
weitere 50 SBC-4, ursprünglich von Frankreich bestellt, wurden zwischen Februar und Mai 1941 zum Ersatz der nach Übersee geschickten Exemplare gebaut. In diesen Maschinen wurde abweichend der ursprüngliche 135-Gallonen-Rumpftank mit einem 126 Gallonen fassenden, dafür aber selbstdichtenden Tank, ersetzt. Die letzte SBc-4 wurde im Mai 1941 ausgeliefert.
Ab 1944 wurden die SBC-3 nicht mehr länger benötigt und aus dem Inventar gestrichen. Am längsten im Dienst standen 12 Maschinen auf der NAS Jacksonville (Florida), die am 31. Oktober 1944 ausgemustert wurden.

### U.S. Marine Corps

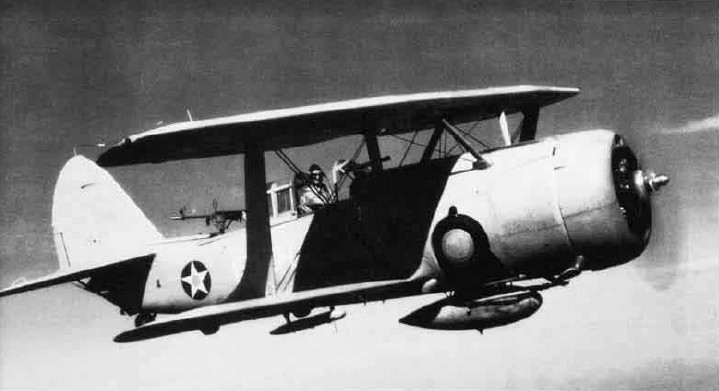
Die Marine Observation Squadron 151 flog die SBC-4 in Samoa bis Juni 1943.

Die Marines erhielten 1938 eine SBC-3, die der Marine Fighter Squadron Two (VMF-2, am 1. Juli 1941 als VMF-211 umgezeichnet) auf der NAS San Diego, Kalifornien, zugewiesen wurde.
Im Januar 1940 besaß das Marine Corps vier SBC-4. zwei hatten ihren Stützpunkt auf der Marine Corps Air Station (MCAS) in Quantico (Virginia), eine war der Staffel VMF-1 (zur VMF-111 am 1. Juli 1941 umgezeichnet) zugewiesen und die letzte Maschine, die XSBC-4 war der Marine Utility Squadron One (VMJ-1, zur VMJ-152 am 7. Juli 1941 umgezeichnet) zugewiesen.
Am 7. Dezember 1941 hatte das Corps 23 SBC-4 im Bestand. Zwölf davon waren einer Marine Observation Squadron (VMO) zugewiesen:
- MCAS Quantico, Virginia: 1 XSBC-4 und 5 SBC-4;
- NAS San Diego, Kalifornien: 5 SBC-4s;
- VMO-151, MCAS Quantico, Virginia: 12 SBC-4.[14]

Die VMO-151 verlegte am 9. Mai 1942 mit ihren SBC-4 nach Tafuna (heute der Pago Pago International Airport) auf Tutuila Island, Amerikanisch-Samoa. Die Staffel wurde am 15. September 1942 zur Marine Scout Bombing Squadron One Hundred Fifty One (VMSB-151). Eine zweite Aufklärungsstaffel, VMO-155, wurde durch Abspaltung und Nutzung der Hälfte des Personals und Materials der VMSB-151 am 1. Oktober 1942 aufgestellt. Die VMO-155 erhielt 10 SBC-4 und eine Grumman J2F-5 Duck. Jedoch wurden 6 Offiziere und 15 Mannschaften am 8. Dezember 1942 zurück in die Staaten beordert, wo sie den Kern einer neuen Staffel VMO-155 bildeten, die übrigen Kräfte wurden nach Guadalcanal verlegt.
Ab dem Dezember 1942 wurden die SBC-4 der VSMB-151 durch Douglas SBD Dauntless ersetzt, mit Juni 1943 war die vollständige Ausstattung mit der SBD-4 erreicht, die Staffel verlegte nach Uvea in den Wallis-Inseln und ließ die SBC-4 zurück.
Die letzte Maschine des Typs SBC im Einsatz des Marine Corps war eine SBC-4 der VMSB-151 in Amerikanisch-Samoa am 1. Juni 1943.

### Französische Marine

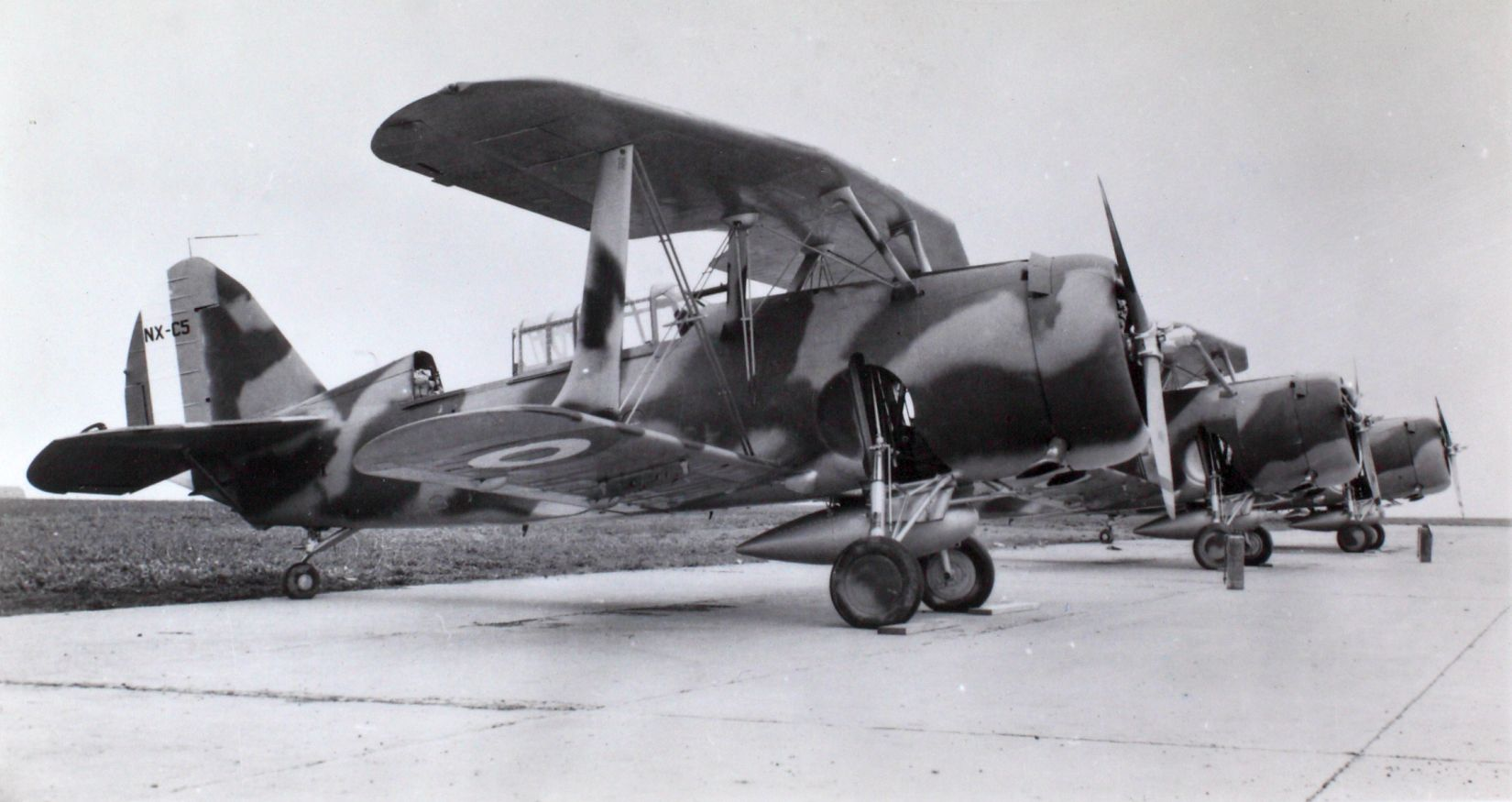
Drei Französische SBC-4 auf einem Vorfeld.

Mit dem Beginn des Zweiten Weltkriegs 1939 wandten sich Großbritannien und Frankreich an die USA zum Einkauf militärischer Flugzeuge. Anfang des Jahres 1940 bestellte die französische Regierung bei Curtiss-Wright 90 SBC-4-Maschinen. Um die Franzosen zu unterstützen, befahl die Roosevelt-Regierung ihrer Navy, 50 der eigenen Maschinen dieses Typs aus der Reserve zum Curtis-Wright-Standort in Buffalo (New York) zu fliegen, wo sie überholt und auf französische Standards gebracht werden sollten. Das umfasste die Entfernung aller US-Markierungen auf Instrumenten und Bauteilen, den Ersatz der amerikanischen Maschinengewehre durch französische Darne-Maschinenwaffen im 7,7-mm-Kaliber und das Umlackieren nach französischen Tarnstandards. Nach ihrem Umbau sollten die Flugzeuge zur RCAF Station Dartmouth, Nova Scotia (Kanada) ausgeliefert und auf den französischen Flugzeugträger Béarn verladen werden.
Diverse Gesetze zur Wahrung der Neutralität waren um US-Kongress verabschiedet worden, der Neutrality act of 1939 erlaubte den Waffenhandel mit kriegführenden Nationen (hier Großbritannien und Frankreich) auf einer „Cash and carry“-Basis. Dieses Prinzip schrieb vor, dass die Käufer den Transport der Güter mit eigenen Schiffen oder Flugzeugen durchführten und sofort in bar bezahlten. Aus diesem Grund konnten die Vereinigten Staaten die bestellten Flugzeuge nicht direkt nach Kanada einfliegen, sie mussten auf der US-Seite der Grenze gelandet und über diese hinüber geschleppt werden. Diese 50 Maschinen mussten in Buffalo starten und dann über Burlington in Vermont und Augusta in Maine zum Houlton Airport, Maine dicht an der kanadischen Grenze fliegen. Dort wurden sie dann von ansässigen Farmern mit Traktoren über die Grenze gezogen und starteten dann von dem für diesen Zweck extra abgesperrten Woodstock Highway für den Flug zur RCAF Station Dartmouth.
Dieses umständliche Verlegen der 50 Maschinen zur RCAF Station Dartmouth sollte in Dreiergruppen erfolgen. Eine der ersten abfliegenden Dreiergruppen begegnete Schlechtwetter, Regen und Nebel, zwischen Buffalo und Albany (beide Bundesstaat New York), was zum Absturz einer Maschine führte. Die übrigen 49 Flugzeuge erreichten erfolgreich ihr kanadisches Ziel und wurden auf der Béarn und dem leichten Kreuzer Jeanne d’Arc verladen – durch Platzprobleme konnten nur 44 Curtiss-Flugzeuge auf der Béarn Platz finden, da zusätzlich noch 25 Stinson Modell HW-75 (auch als Stinson 105 bezeichnet), 17 Curtiss H75-A1 (U.S. Army Air Corps P-36 Hawk) und sechs Brewster F2A-2 Buffalo für die belgische Luftwaffe verfrachtet waren. Die Jeanne d'Arc nahm 14 zerlegte und in Kisten verstaute SBC-4, acht Stinson HW-75 und sechs Curtiss H75-A1 an Bord.
Die beiden Schiffe liefen am 16. Juni 1940 mit dem Ziel Brest aus. Zwei Tage später fiel die Stadt in deutsche Hände, die beiden Schiffe wurden nach Fort-de-France auf der Insel Martinique (in den Kleinen Antillen in der Karibik) gesteuert. Dort trafen sie am 27. Juni ein, fünf Tage nach der französischen Kapitulation. Die SBC-4 wurden entladen und ohne Schutz vor der Witterung auf einem Feld an der Pointe des Sables abgestellt. Durch das tropische Klima kam es zu einem langsamen Verfall der Maschinen, die bald nicht mehr flugtauglich waren und letztendlich auch verschrottet wurden.

### Royal Air Force

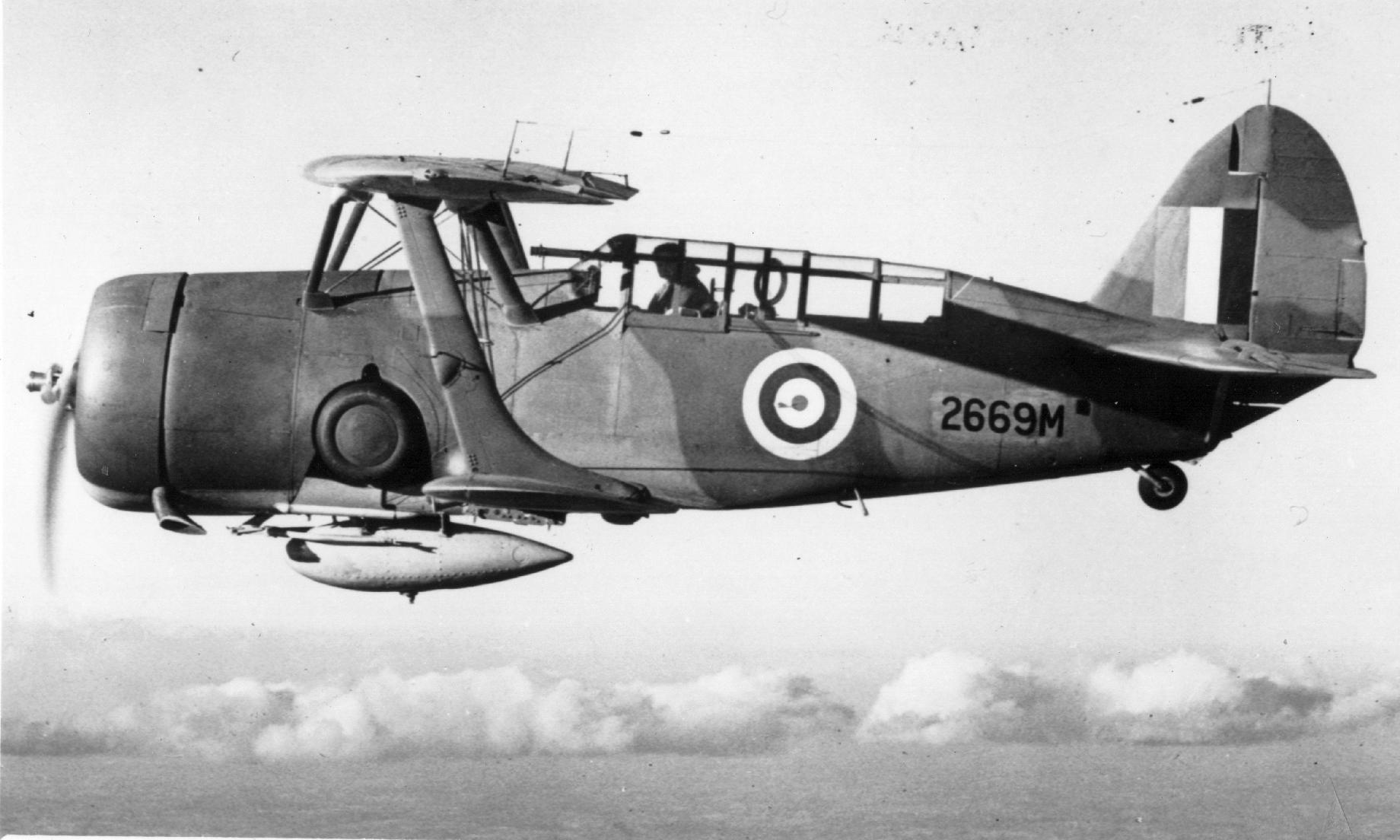
Eine Cleveland I der RAF

Fünf der französischen Flugzeuge konnten nicht auf der Béarn verstaut werden und blieben auf der RCAF Station Dartmouth zurück. Im August 1940 kaufte sie die Royal Air Force auf und bezeichnete die Maschinen als Cleveland Mk. I. An Bord der Furious wurden die Flugzeuge nach England verschifft. In Betrieb genommen wurden sie auf der RAF Burtonwood, Lancashire und dann zu der RAF Little Rissington, Gloucestershire ausgeliefert, zur Benutzung durch die No. 24 (Communications) Squadron auf der RAF Hendon, Middlesex. Diese Flugzeuge wurden niemals im Einsatz geflogen und nur als landgestützte Trainingsmaschinen eingesetzt.

## Varianten
XF12C-1
Prototyp eines Hochdecker-Kampfflugzeugs, durch einen Curtiss-Wright-Sternmotor R-1510-92 angetrieben, später in Doppeldeckerprototyp XS4C-1 umgebaut.
XS4C-1
Zwischenzeitliche Bezeichnung des Prototyps als „Scout“-Maschine, später nochmals in XSBC-1 (somit unter Einbezug des Bombercodes B) umgezeichnet
XSBC-1
Prototypenbezeichnung eines Doppeldeckers mit einem aus einem Curtiss-Wright-Sternmotor R-1820-80 bestehenden Antrieb.
XSBC-2
Umgezeichneter Doppeldecker, auf dem XSBC-1 aufbauend, Antrieb mit einem 700-PS-Sternmotor Wright XR-1510-12, ein Exemplar gebaut.
XSBC-3
Bezeichnung für den XSBC-2-Prototyp nach der Remotorisierung, nun mit einem Pratt & Whitney-R-1535-82-Sternmotor angetrieben.
SBC-3
Serienmodell mit einem R-1534-94-Motor, 83 Exemplare gebaut.
XSBC-4
Prototypenbezeichnung für eine SBC-3 die mit einem R-1820-22-Motor ausgestattet wurde, ein Umbau.
SBC-4
Serienmodell mit einem 950-PS-R-1820-34-Sternmotor, 174 Exemplare gebaut, davon 50 zur Französischen Marine transferiert.
Cleveland I
Britische Bezeichnung für die SBC-4, fünf Stück im Dienst der britischen Streitkräfte.

## Verwender
Frankreich
- Marine Nationale

 Vereinigtes Königreich
- Royal Air Force

 Vereinigte Staaten
- United States Marine Corps
- United States Navy

## Technische Daten (SBC-4)
| Kenngröße             | Daten |
| --------------------- | --- |
| Besatzung             | 2 (Pilot und Bordschütze) |
| Länge                 | 28 ft 1⅝ in (8,57 m) |
| Spannweite            | 34 ft (10,36 m) |
| Höhe                  | 10 ft 5 in (3,17 m) |
| Flügelfläche          | 317 ft² (29.4 m²) |
| Nutzlast              | 2528 lbs (1146 kg) |
| Leermasse             | 4552 lb (2065 kg) |
| max. Startmasse       | 7632 lb (3462 kg) |
| Reisegeschwindigkeit  | 152 kts (282 km/h) |
| Höchstgeschwindigkeit | 203 kts (377 km/h) |
| Dienstgipfelhöhe      | 24 000 ft (7320 m) |
| Reichweite            | 352 NM, 652 km |
| Triebwerke            | 1 Wright R-1820-34-Sternmotor, 850 PS (634 kW) |
| Bewaffnung            | - 1 × 0.30 in (7.62 mm) rumpfmontiertes Browning M1919-Maschinengewehr - 1 × 0.30 in (7.62 mm) beweglich lafettiertes Maschinengewehr - 1 Bombenschloss für Bomben von bis zu 1000 lb (454 kg) |